# Horo jezik
Horo jezik (ISO 639-3: hor; hor), nilsko-saharski jezik uže centralnosudanske skupine, koji se nekad govorio na rijeci Chari u Čadu. Pripadnici etničke grupe danas se služe kle dijalektom jezika ngam [nmc].
Horo je bio jedan od 19 sara jezika i jedan od 17 koji su pripadali podskupini pravih sara jezika

## Vanjske poveznice
- Ethnologue (14th)
- Ethnologue (15th)